# Fortschritt E 516
La Fortschritt E 516 est une moissonneuse-batteuse automotrice construite en République démocratique allemande par la firme Fortschritt de 1977 à 1988.
Cette moissonneuse-batteuse est construite dans le cadre de l'économie planifiée est-allemande. La version de base E 516 est produite de 1977 à 1983, date à laquelle elle cède la place à une version évoluée E 516B dont la production cesse en 1988. L'engin est largement diffusé en Allemagne de l'Est et dans les pays du bloc de l'Est, mais quelques dizaines d'exemplaires sont exportés vers la France.

## Historique

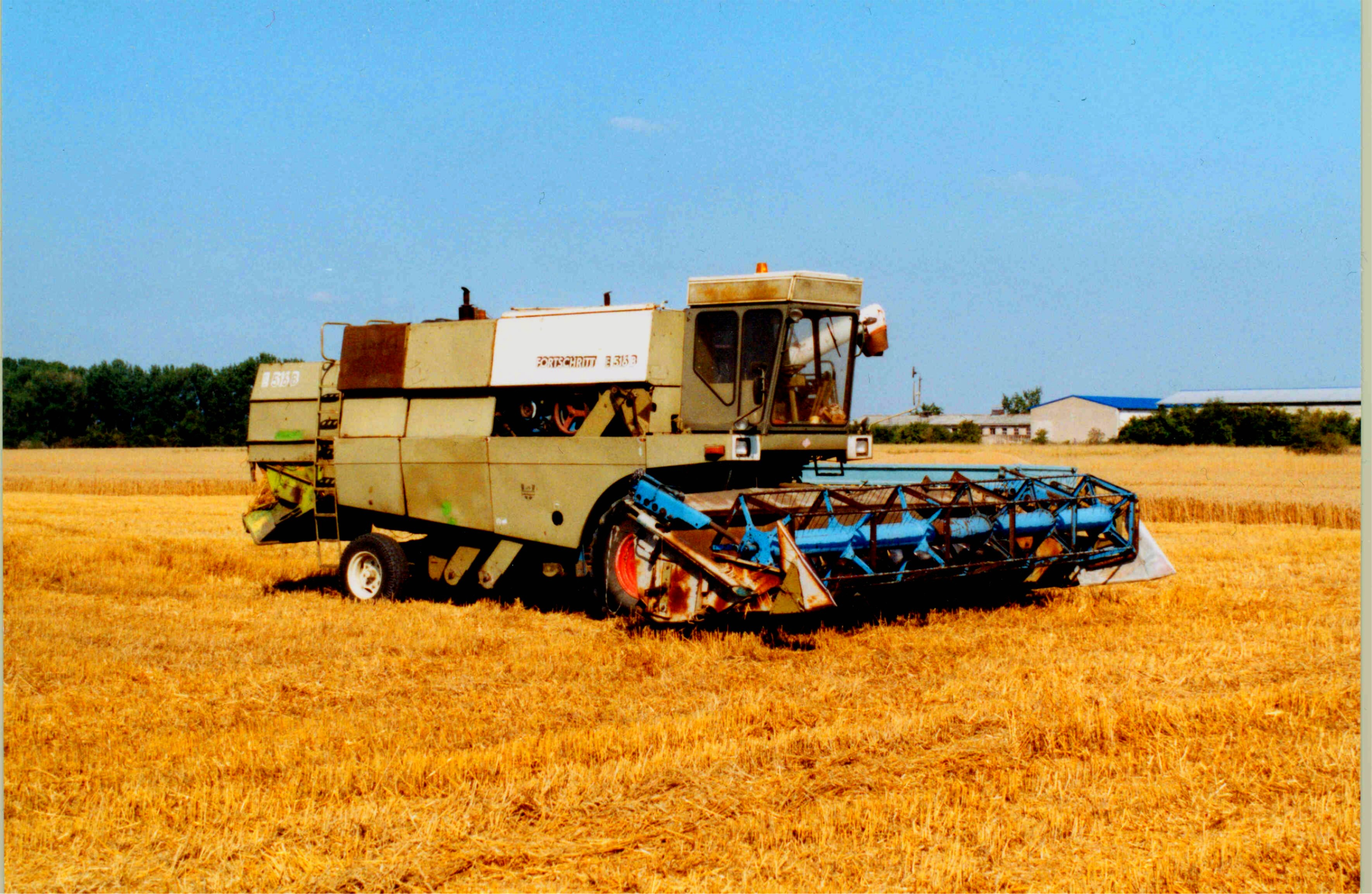
Fortschritt E 516B.

Au début des années 1970, la gamme de moissonneuses-batteuses proposées par le constructeur est-allemand Fortschritt (« progrès » en allemand), comprend notamment la E 512 (E pour Ernte, « récolte », et 512 pour le numéro d'ordre de production attribué par l'administration,) ; cette machine est propulsée par un moteur IFA à quatre cylindres en ligne d'une puissance de 105 ch.
Après deux ans d'essais, Fortschritt commercialise en 1977 la E 516, une machine énorme pour l'époque, dont le moteur, qui comporte huit cylindres en V, est l'assemblage de deux moteurs de la E 512.
La E 516B est, en 1983, un évolution avec une motorisation revue plus économe de carburant et de nouveaux équipements. Cette machine est remplacée en 1988 par un tout nouveau modèle, la E 517.
La E 516 est largement utilisée en Allemagne de l'Est. Elle est également, comme toutes les productions Fortschritt, exportée vers de nombreux pays « amis » et quelques dizaines d'exemplaires sont déployés en France mais les volumes totaux de production ne sont pas connus.

## Caractéristiques
La moissonneuse-batteuse de type E 516 est équipée d'un moteur atmosphérique à huit cylindres en V produit par IFA, de type 8VD 14,5/12-1 SVW. Sa cylindrée totale est de 13 100 cm3 et sa puissance de 228 ch. La E 516B bénéficie du même moteur, mais sa vitesse de rotation réduite procure un baisse de consommation de carburant d'environ 10 %.
La transmission hydrostatique de la machine permet une variation continue de la vitesse d'avancement de 0 à 20 km/h en marche avant sans changement de rapport de vitesse.
La machine peut être équipée, au choix, d'une barre de coupe de 5,80 à 7,60 m, de becs cueilleurs à maïs pour 6 ou 8 rangs ou d'un pickup pour le ramassage de récoltes pré-fauchées. Les roues motrices peuvent être remplacées par des chenilles pour la récolte du riz.
Le batteur, large de 1 625 m, possède un diamètre de 800 mm. La séparation du grain et de la paille, en sortie du batteur, est assurée par cinq secoueurs dont la surface totale est de 7,58 m2.
Les moissonneuses sont d'abord peintes en bleu et gris clair mais dans un second temps, à une date postérieure à 1983, le bleu cède la place au vert olive.

## Modélisme
La firme AutoCult a reproduit la Fortschritt E 516 à l'échelle 1:32 en version bleue et grise.